# Giuseppe Ceracchi

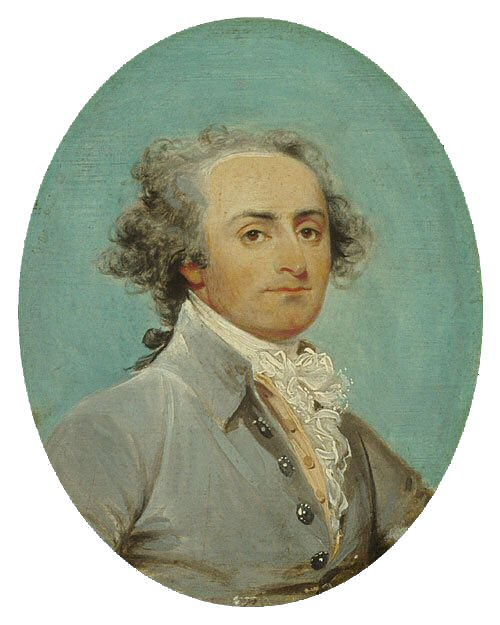
Giuseppe Ceracchi

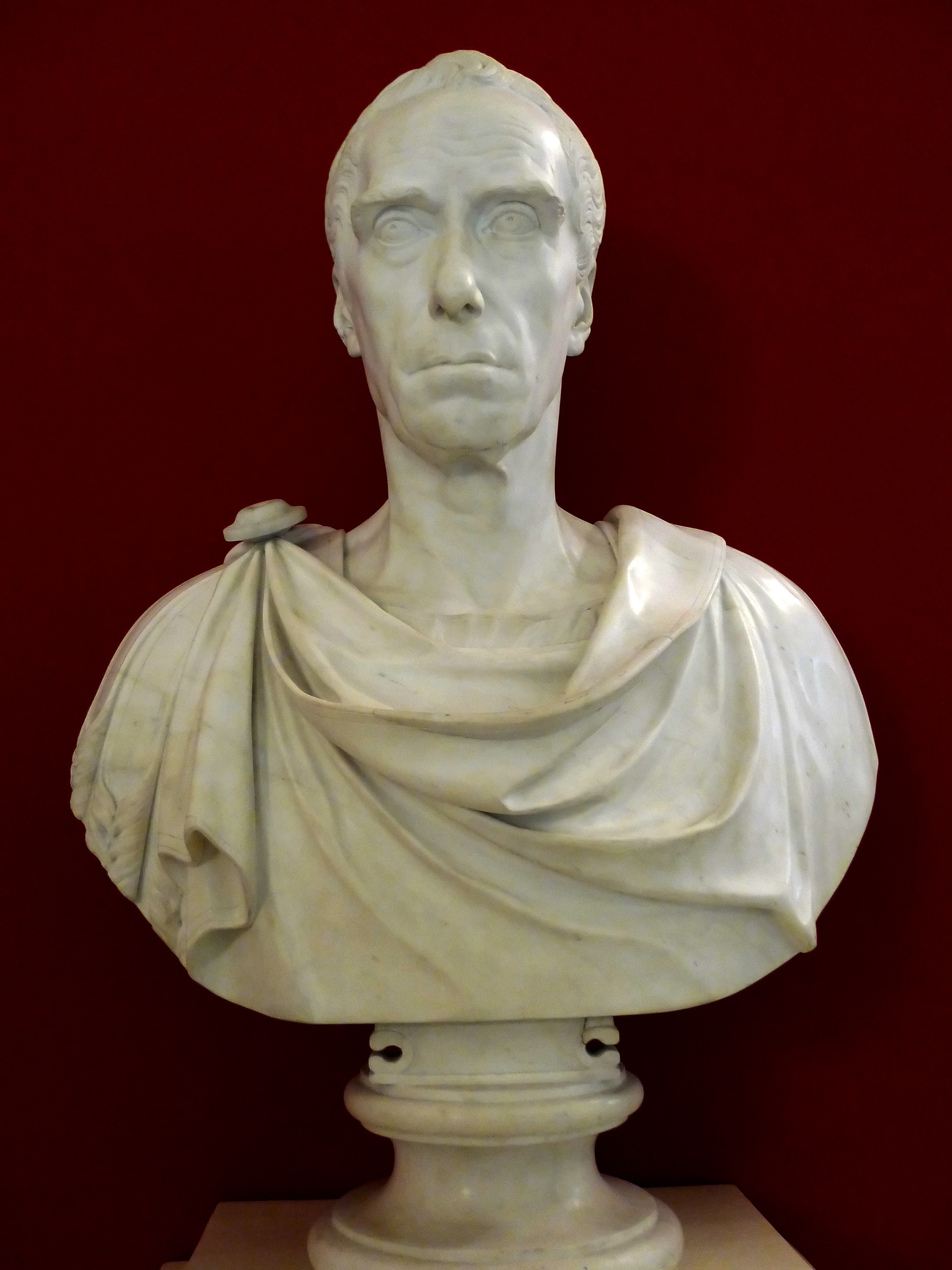
Porträtbüste Gideon Ernst von Laudon

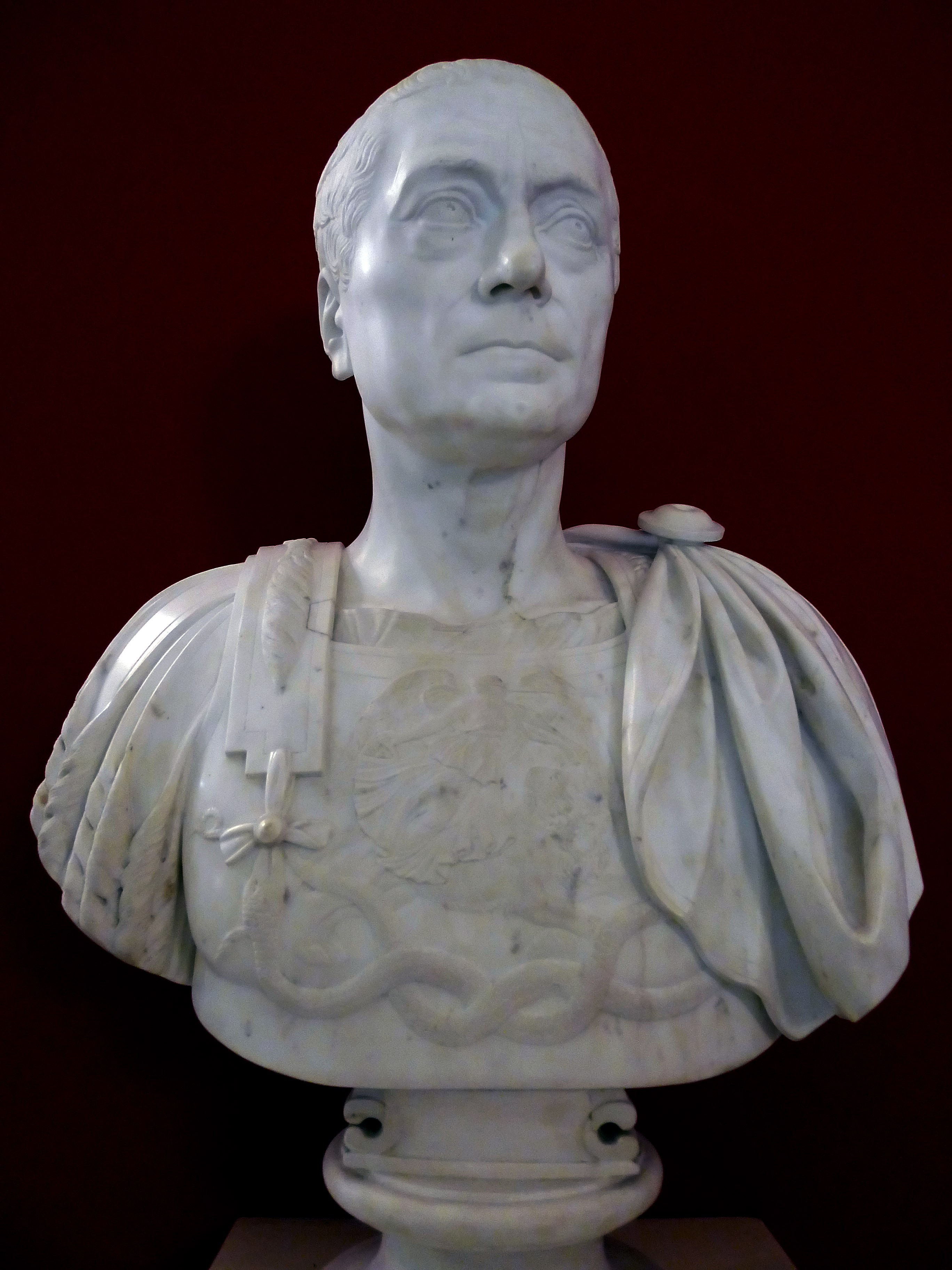
Porträtbüste Franz Moritz von Lacy

Giuseppe Ceracchi (* 4. Juli 1751 in Rom; † 30. Januar 1801 in Paris) war ein italienischer Bildhauer.

## Leben
Ceracchi war Sohn eines Goldschmieds und Schüler der Accademia di San Luca in Rom. Ab 1775 hielt er sich in London auf, wo er allegorische Statuen, Dekorationsbildwerke, mythologische Kompositionen und eine Reihe von Denkmälern schuf. Ab 1790 ist er in Wien nachgewiesen, wo er im Auftrag Maria Theresias eine Marmorbüste von Staatskanzler Wenzel Anton Kaunitz zur Dekoration des Schlosses Belvedere anfertigte. Weitere Aufträge erhielt Ceracchi von Kaiser Joseph II., wie etwa die für den Hofkriegsrat bestimmten Porträtbüsten der kaiserlichen Feldherren Gideon Ernst von Laudon und Franz Moritz von Lacy, welche sich heute in der Dauerausstellung des Wiener Heeresgeschichtlichen Museums befinden. Beide wurden laut Signatur nach dem Leben in Wien modelliert und 1781 in Rom in Marmor ausgeführt.
In weiterer Folge heiratete Ceracchi die Wienerin Therese Schliesahan. Weitere Aufträge seitens des Kaiserhauses folgten, so z. B. zwei Porträtbüsten Kaiser Josephs II. sowie 1784 eine marmorne Büste Kaiser Franz II./I. 1785 begab sich Ceracchi wieder zurück in seine Heimatstadt Rom, wo er zahlreiche Büsten, vorwiegend von Vertretern des Klerus, schuf. Bis 1789 arbeitete Ceracchi weiter im Auftrag des Hochadels, danach war er jedoch von den Berichten der Französischen Revolution und den Ereignissen in den Vereinigten Staaten so angetan, dass er zu einem begeisterten Anhänger republikanischer Freiheitsideale mutierte und 1790 nach Nordamerika aufbrach. Dort bot er ein Jahr später dem Kongress der Vereinigten Staaten den Entwurf zu einem kolossalen Freiheitsmonument an, welches jedoch wegen mangelnder Geldmittel nicht zur Ausführung gelangte. Mit kleineren Aufträgen, wie etwa einer Porträtbüste von George Washington und anderer bekannter Amerikaner hielt sich Ceracchi nicht lange über Wasser, so dass er 1792 bereits nach Europa zurückkehrte, wo er in Genua, Mailand und Paris tätig war. 1796 zog Napoleon Bonaparte triumphal in Mailand ein, was Ceracchi zur Anfertigung mehrerer Porträtbüsten animierte. Weitere Büsten modellierte der Künstler im Auftrag Napoleons um 1800 in Paris, u. a. der Generäle Jean-Victor Moreau, André Masséna und Jean-Baptiste Jules Bernadotte.
Im Auftrag Napoleons betätigte sich Ceracchi schließlich auch offen politisch, so agitierte er für die römische Republik. Wenig später zog er sich jedoch die Ungnade Napoleons zu, indem ihn Ceracchi öffentlich der Begünstigung des Papstes (Pius VII.) bezichtigte. Daraufhin wurde der Künstler 1801 in der Pariser Oper verhaftet und eines Dolchattentates auf Napoleon beschuldigt. Am 30. Jänner 1801 wurde Ceracchi zusammen mit drei Mitverschwörern in Paris unter der Guillotine hingerichtet.

## Werke (Auszug)
- Porträtbüste Franz Moritz Graf Lacy, 1783, Marmor, 59 × 24 × 77 cm, Heeresgeschichtliches Museum, Wien
- Porträtbüste Gideon Freiherr von Laudon, 1783, Marmor, 59 × 24 × 77 cm, Heeresgeschichtliches Museum, Wien[4]
- Porträtstatue Anne Seymour Damer, um 1777, Marmor, British Museum
- Porträtbüste Kurfürst Karl II. von Bayern, 1789, Marmor, Bayerisches Nationalmuseum, München
- Porträtbüste Amerigo Vespucci, Weißes Haus, Washington, D.C.
- Porträtbüste George Washington, 1795, Marmor, Metropolitan Museum of Art, New York City[5]